# Pete du Pont
Pierre Samuel "Pete" du Pont IV, född 22 januari 1935 i Wilmington, Delaware, död 8 maj 2021 i Wilmington, Delaware, var en amerikansk affärsman, jurist och republikansk politiker. Han var ledamot av USA:s representanthus för Delawares kongressdistrikt från 1971 till 1977 och därefter Delawares guvernör från 1977 till 1985.

## Biografi
Pete du Pont tillhörde den i Delawares politik inflytelserika industrialistsläkten du Pont och fick namn efter sin anfader, den franske nationalekonomen Pierre Samuel du Pont de Nemours. Han studerade vid Princeton University och Harvard Law School och arbetade därefter som jurist för familjeföretaget DuPont från 1963 till 1970. 1968 valdes han in i Delawares representanthus och 1970 i USA:s representanthus. Under hans mandatperioder som guvernör i Delaware från 1977 till 1985 genomfördes flera skattesänkningsåtgärder och avregleringar av finansmarknaden som blev en bidragande orsak till den kraftiga expansionen för Delawares finanssektor under 1980-talet, då många amerikanska banker och kreditkortsföretag flyttade sitt juridiska säte till Delaware av skattemässiga orsaker.

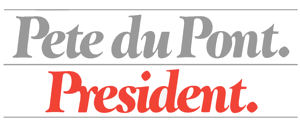
Logotyp för du Ponts presidentvalkampanj 1988.

1986 inledde han sin valkampanj inför presidentvalet i USA 1988, då han ställde upp som presidentkandidat i republikanernas primärval med bland annat radikala reformer av socialförsäkringssystemet på programmet. Efter att ha placerat sig näst sist i primärvalet i New Hampshire drog han sig ur valet, som sedermera vanns av republikanen George H.W. Bush.
Efter sin politiska karriär var Du Pont bland annat verksam inom konservativa tankesmedjor och ideella initiativ inom utbildningsområdet. Han var också under många år kolumnist i Wall Street Journal fram till 2014.